# Домашняя работа (фильм)
«Домашняя работа» (англ. The Art of Getting By) — американская мелодрама режиссёра Гэвина Вьесена, снятая по его собственному сценарию. В главных ролях — Фредди Хаймор и Эмма Робертс. Премьера состоялась 23 января 2011 на кинофестивале «Сандэнс».
Фильм получил много негативных отзывов кинокритиков. На сайте Rotten Tomatoes у фильма 20 % положительных рецензий из 112, со средним рейтингом 4,3 из 10. На Metacritic — 36 баллов из 100 на основе 28 обзоров.

## Сюжет
Джордж — одинокий и замкнутый подросток, которого мало что интересует в жизни. У него есть талант к рисованию, однако этот дар пропадает впустую, также как и школьное образование парня, уже давно не слушающего учителей и не выполняющего домашние задания. Но однажды Джордж знакомится со сложной девушкой Салли, которая проявляет к нему дружеский интерес. Со временем эти отношения перерастают в нечто большее, и Джордж оказывается перед самым важным уроком в его жизни — уроком любви, который он просто обязан выучить.

## В ролях
- Фредди Хаймор — Джордж Зинавой
- Эмма Робертс — Салли Хау
- Майкл Ангарано — Дастин Мейсон
- Элизабет Ризер — Шарлотта Хау
- Рита Уилсон — Вивиан Сарджент
- Сэм Робардс — Джек Сарджент
- Алисия Сильверстоун — мисс Херман
- Блэр Андервуд — директор Билл Мартинсон